# Чан-Хэн (лунный кратер)
Чан-Хэн (лат. Chang Heng) — лунный кратер, расположенный на обратной стороне Луны. Он расположен на расстоянии менее чем в один диаметр кратера к северо-востоку от окруженной стеной равнины Флеминг. Край этого кратера несколько размыт, с парой небольших кратеров вдоль северного края и крошечными кратерами вдоль южного и восточного краев. Внутри кратера Чан-Хэн находится небольшой концентрический кратер, диаметр которого составляет примерно одну треть диаметра Чан-Хэна. Кратер назван в честь китайского астронома Чжан Хэна.